# Batterie (instrument)
 (mars 2015).
Si vous disposez d'ouvrages ou d'articles de référence ou si vous connaissez des sites web de qualité traitant du thème abordé ici, merci de compléter l'article en donnant les références utiles à sa vérifiabilité et en les liant à la section « Notes et références ».
Pour les articles homonymes, voir Batterie.
Une batterie est un ensemble d'instruments de percussion (de type fûts et cymbales) disposé pour être joué par une seule personne, la plupart du temps à l'aide de baguettes et de pédales. Une batterie est généralement composée d'une grosse caisse, d'une caisse claire, d'une charleston, de toms et de cymbales.
Le terme de « batterie » peut aussi désigner un groupe constitué de plusieurs musiciens jouant de ces instruments, notamment dans les ensembles dit « orchestres de batterie-fanfare ».
Une batterie est un instrument de musique qui, la plupart du temps, est utilisé comme base rythmique (en conjonction avec la guitare basse, on parle de section rythmique). Elle peut être jouée pour tous types de musiques, du jazz au metal en passant par la soul, les musiques funky, le disco, la pop...
La composition d'un set de batterie et de ses accessoires varie selon le type de musique joué : pour le metal, beaucoup de toms sont souvent utilisés ainsi qu'une double pédale pour une plus grande vélocité avec la grosse caisse. Le choix du diamètre et du matériau des baguettes ou autres types de percuteurs joue aussi un rôle important : par exemple, certains styles de jazz privilégient l'utilisation de balais.
Il existe deux types de batteries : la batterie acoustique, composée de fûts formant des caisses de résonance non amplifiées, est le type le plus ancien et le plus utilisé pour les concerts, les enregistrements en studio, etc. Le second type est la batterie électronique, qui fonctionne en frappant des capteurs déclenchant des sons générés par un synthétiseur ou échantillonnés. Analogiques ou numériques, ces batteries nécessitent un système d'amplification ou un casque audio et permettent de jouer sans déranger l'entourage.

## Historique

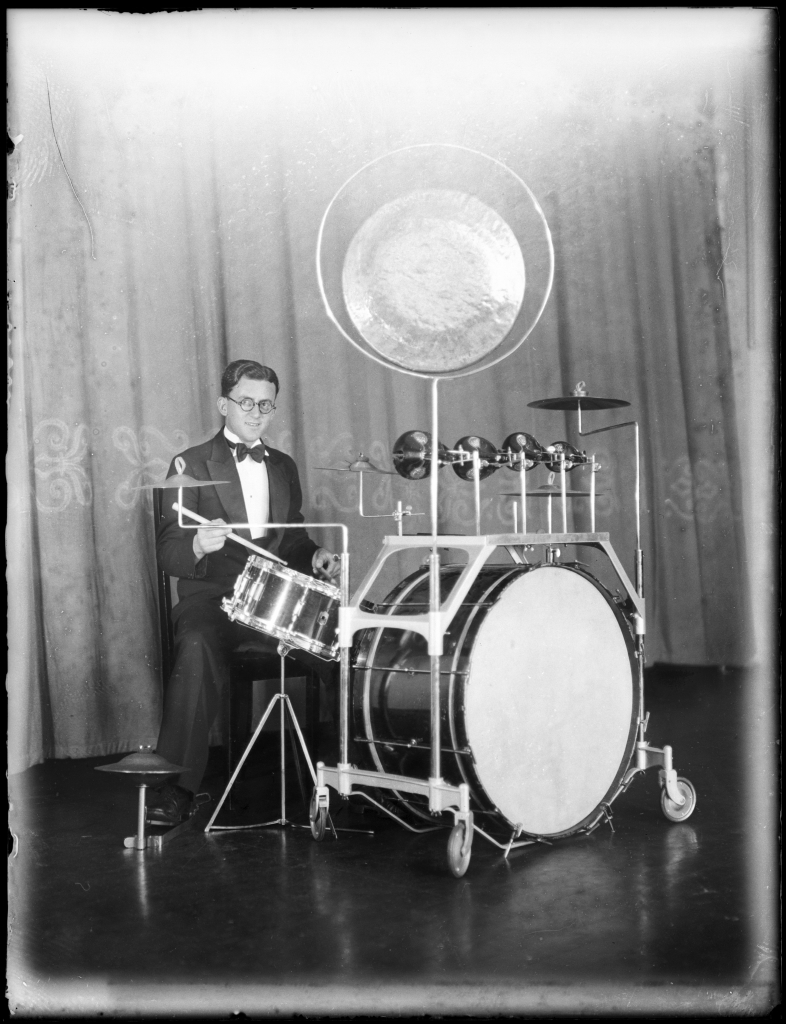
Batterie en 1935.

La batterie a vu le jour au début du XXe siècle en Amérique du Nord. Les principaux éléments qui la composent (grosse caisse, caisse claire, cymbales…) existaient déjà au sein des orchestres classiques et des fanfares militaires. Leur regroupement en batterie est directement liée à la naissance du jazz, ainsi qu'aux différentes évolutions technologiques du début du XXe siècle. Aussi en France, les premières batteries portaient-elles le nom de « jazz ».
Son origine profonde est pluriculturelle et ancienne : la caisse claire (vers 1850) et la grosse caisse (XVIIe siècle) sont d'origine européenne. Les cymbales sont issues d'Orient et sont probablement un des instruments les plus anciens du monde. Ainsi les premières traces d'objets s'apparentant à des cymbales remontent au IIIe millénaire av. J.-C., en Inde. Les toms, quant à eux, trouvent leurs racines dans les percussions amérindiennes et africaines et furent probablement inventés à la même période que les vases en terre cuite. La charleston, bien que travaillé jusqu'à sa forme actuelle par le jazz dans les années 1920, provient d'un instrument de percussion romaine datant de l'Antiquité : le scabellum.
À la fin du XIXe siècle à La Nouvelle-Orléans, des tournois (cutting contests) ont lieu, opposant des fanfares (brass bands) entre elles. Le terme de batteur dans un orchestre apparait à cette époque.
Avec l'évolution du style de La Nouvelle-Orléans, la batterie, qui n'était à l'époque que l'assemblage d'une grosse caisse, d'une caisse claire et d'une cymbale, s'est beaucoup complexifiée au fil du temps, connaissant son véritable développement, surtout à l'âge d'or du jazz, la période bop et hard bop (1945-1969) grâce à des batteurs comme Roy Haynes, Elvin Jones, Max Roach, Kenny Clarke, Louis Hayes ou Art Blakey.
L'évolution de la batterie est liée à l'enrichissement de ce qu'on appelle le « set » : la composition de l'instrument propre à chaque batteur, en fonction d'une époque et d'un style. Les batteurs et batteuses n'ont jamais cessé d'étendre les possibilités techniques de cet instrument selon leur domaine musical, par exemple indienne (Trilok Gurtu), afro-cubaine (Airto Moreira, Alex Acuna), africaine Paco Séry, Mokhtar Samba), ou plus récemment, dans les années 2000[Quand ?] moyen-orientale (Anouar Brahem).

## Fabrication

### Matériaux courants
Les fûts d'une batterie peuvent être constitués de plusieurs matériaux. Pour les toms et la grosse caisse, sont couramment utilisés :
- du lamibois, pour les modèles d'entrée de gamme (toutes grandes marques) ;
- du bois recyclé mêlé de matières synthétiques ou à de la plasticine
- de l’Acousticon, fûts en carton imbibé de résine, qui rend la matière aussi solide que du bois.
- du plexiglas, mis brièvement à la mode par Zickos dans les années 1970 ;
- de multiples couches de bois de même essence ou d'essences diverses collées les unes sur les autres (toutes grandes marques) ;
- de multiples « gouges », lattes de bois de même ou différentes essences, collées bord à bord comme sur la plupart des congas (ex. : Reig Drum (France), initiateur du procédé, puis Tamburo & Le Soprano en Italie ;
- une seule feuille de bois noble, pour le haut de gamme (ex. : Noble & Cooley et Craviotto aux États-Unis) ;
- une pièce de bois taillée dans la masse, chez certains fabricants très haut de gamme (ex. : Canopus Japon, ou Capelle en France) ou pour certains modèles de fabrication artisanale, comme les batteries d'inspiration amérindienne utilisées par Jerry Marotta et fabriquées par Taos Drums ;
- une feuille de métal, généralement en acier inoxydable chromé, collée ou emboutie sur plusieurs feuilles de bois ; cette technique de fabrication marginale tend à disparaître depuis le milieu des années 1970 (ex. : ASBA, France). les feuilles d'acier utilisées sont extrêmement fines et n'ont que très peu d'influence sur la sonorité du tom ;
- de l'acrylique, utilisée chez Ludwig ou Sonor ;
- de la fibre de carbone mêlée à de l’érable pour la marque Japonaise Pearl.
- divers composites comme fibre de carbone pure, Kevlar, fibre de verre et fibre de verre-fibre de carbone-Kevlar chez la marque Taïwanaise Ming Drum.

La qualité des modèles en feuilles de bois varie, toutes les essences n'ayant pas les mêmes qualités acoustiques. On peut citer, parmi les bois les plus couramment employés, l'érable, le peuplier, le chêne, l'acajou, le bouleau, etc.
Il existe — presque exclusivement sur le marché de l'occasion — des modèles de toms tout en acier, fabriqués sur le même principe que des caisses claires de différentes tailles auxquelles on aurait retiré les timbres de résonance. La fabrication de ce genre de matériel a été abandonnée par l'immense majorité des fabricants à la fin des années 1970. Le but de leur conception était de fournir une puissance sonore élevée que le bois ne permettait alors pas d'obtenir. Depuis, les améliorations constantes apportées à la sélection du bois, à son collage et aux parties mécaniques des toms ont rendu l'utilisation d'acier obsolète dans la course à la puissance acoustique. De plus, l'acier présente des défauts assez gênants au nombre desquels un manque de sustain et la présence d'harmoniques parasites difficiles à éliminer mécaniquement ou en sonorisation.
Parmi les matériaux employés pour la fabrication de caisses claires, outre ceux déjà cités, figurent divers alliages à base de cuivre (bronze), allant du jaune au « rouge » (qui ressemble plutôt à un rose « saumon ») selon la teneur en autres métaux. L'épaisseur de la « feuille » de métal est variable, là encore, allant d'un peu plus d'un millimètre à près d'un centimètre. Les modèles les plus profonds et employant une feuille de bronze épaisse peuvent atteindre la dizaine de kilogrammes. Les bronzes sont des alliages que l'on emploie également pour la fabrication des cymbales.

### Finition
Comme la grosse caisse et la caisse claire, les toms peuvent se voir appliquer diverses finitions à but esthétique ou acoustique. Généralement, ils sont laqués et vernis à la façon d'un piano, simplement cirés ou encore pourvus d'une couche supérieure faite d'un matériau différent : feuille de Rhodoïd pour le bas de gamme, autre revêtement synthétique à motifs peints ou sérigraphiés, tissu (notamment chez Remo), fine feuille d'acier inoxydable, voire liège (anciennes batteries ASBA).
En ce qui concerne les modèles mélangeant plusieurs essences de bois, celle présentant à la fois l'apparence la plus attrayante et les meilleures qualités acoustiques est généralement collée sur les autres : on parle alors de pli de finition - ex. : un pli de finition en érable collé sur quatre, cinq ou six feuilles d'acajou.

### Fabricants
En général, les éléments d'une batterie de gamme moyenne ou haute proviennent de différentes marques. Parmi les plus grands fabricants de batterie, on trouve :
- fûts : Pearl Drums, Sonor Drums, Yamaha Drums, Tama Drums, DW Drums, Premier Percussion Limited ;
- peaux : Remo, Evans Drumheads, Aquarian Drumheads ;
- Cymbales : Zildjian, Sabian, Paiste, Meinl, Istanbul Mehmet, Istanbul Agop ;
- hardware (pieds, sièges et tenants) : Gibraltar Hardware, DW Drums, Tama Drums ;
- baguettes, balais, fagots, mailloches : Vic Firth, Promark.

Il arrive qu'un fabricant propose un kit complet : il s'agit en général d'une batterie bas de gamme car chaque équipementier est spécialisé dans un domaine propre.

## Composition
La composition d'une batterie peut totalement varier en fonction du musicien ou des sonorités voulues, un même batteur peut ajouter ou retirer des percussions en fonction des occasions.
Certains batteurs ont fait de la complexité de leur batterie une vraie marque de fabrique, à l'image de Mike Portnoy (de Dream Theater) ou Simon Phillips (du groupe Toto). Eric Craven (des groupes Hangedup (en) et A Silver Mt. Zion) ajoutait toutes sortes d'éléments, qu'il fabriquait généralement lui-même, sur sa batterie.
Pour d'autres batteurs, l'ensemble peut être au contraire minimaliste (voir par exemple les cocktail drums (en)). Une petite batterie est appréciée pour son faible encombrement et sa facilité de transport. Les percussions de taille réduite produisant un son moins puissant, ce choix est adapté aux petits espaces.

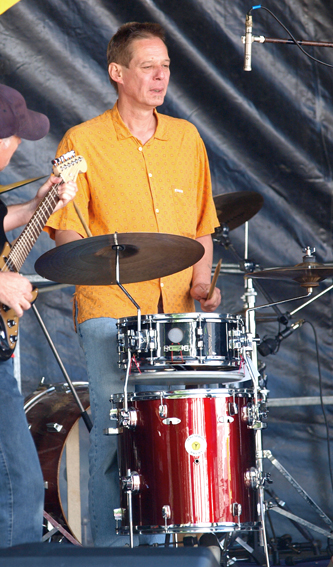
Cocktail drum.
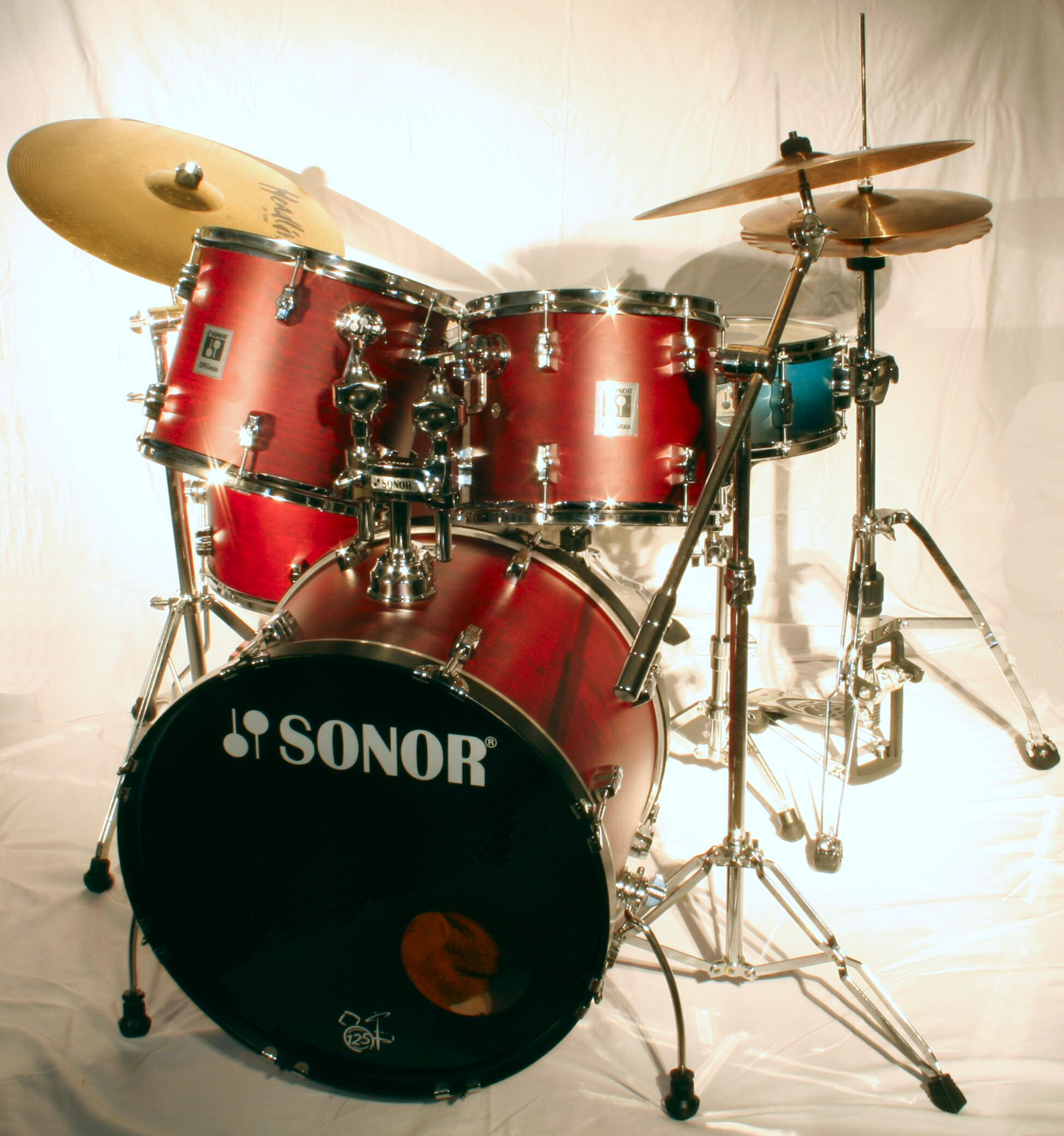
Batterie acoustique.
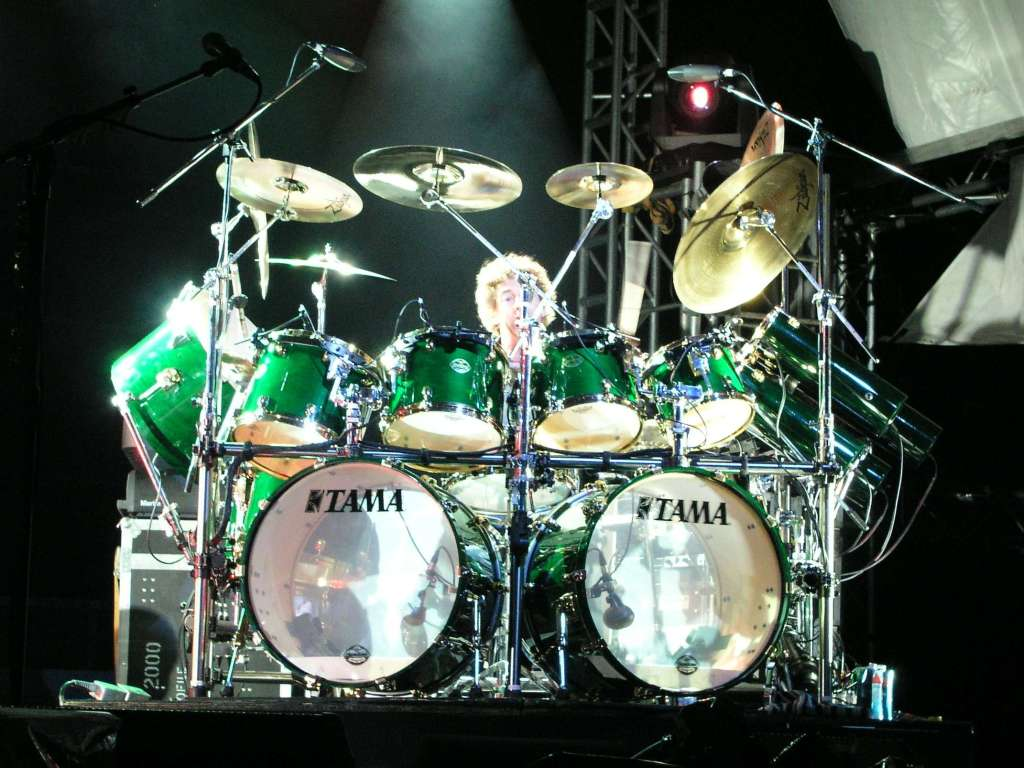
Batterie imposante de Simon Phillips.
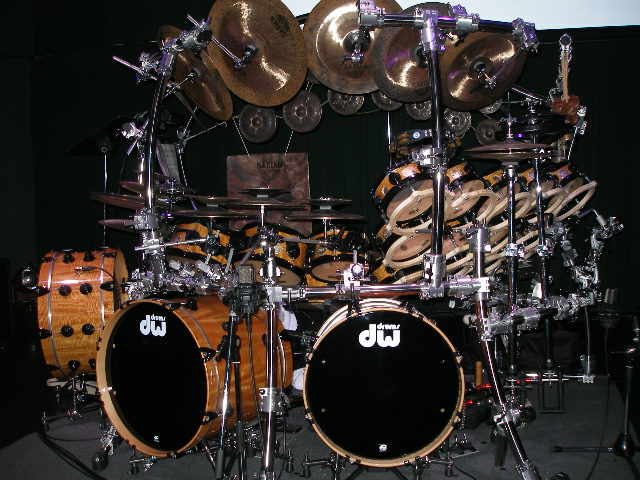
Batterie démesurée de Terry Bozzio.

### Composition courante
1. La grosse caisse Écouterⓘ, munie d'une pédale de frappe pour la jouer avec le pied.
2. Le tom basse Écouterⓘ, le plus grave, est généralement posé sur ses trois pieds.
3. La caisse claireÉcouterⓘ est située à gauche, entre les jambes du batteur, posé sur un pied.
4. Les toms Écouterⓘ sont le plus généralement au nombre de deux ou trois, fixés sur la grosse caisse, ils ont tous un son différent, mais peuvent être nombreux[a].
5. La charlestonÉcouterⓘ, ou hi-hat, double cymbale dont l'ouverture et la fermeture est contrôlable par une pédale au pied.
6. Les cymbales : ici la crash Écouterⓘ, à droite, posées sur des pieds …
7. … et la ride Écouterⓘ (plus grande) à gauche.
8. La cymbale splash.
9. La cymbale china Écouterⓘ.

Non montrés
- Bongo
- Rototom
- Tom basse
- Octoban (en)
- Cymbale grésillante (Sizzle cymbal) (en)
- Cymbale cloche (en)
- Cymbale swish (en)
- Sonnaille
- Jam block (en)
- Blocs chinois
- tambourin à cymbalettes (en)
- Gong
- Carillon tubulaire (Mark Tree)

Voir également
- Baguettes
- Trigger
- Batterie électronique
- Module de batterie électronique (en)
- Hardware pour Batterie (en)
- Étuis à batterie (en)

### Autres percussions acoustiques
Au nombre des éléments que l'on peut régulièrement retrouver sur les batteries, on peut citer en outre les chimes, Wood Block, tambourin (parfois fixé sur la tige de la charleston), tam-tam, gongs, cencerro, ou cloche.
Un set de batterie peut être très riche en cymbales, il en existe d'ailleurs d'autres types (splash, china, etc.).
Une seconde caisse claire (ou plus) peut être ajoutée, le plus souvent à la gauche du stand de charleston pour les droitiers, et inversement pour les gauchers. Lorsqu'elle est moins épaisse, avec un fût d'une profondeur inférieure à 4", elle est appelée caisse claire piccolo. Lorsqu'elle est de faible diamètre, généralement 10" ou 12", c'est une caisse claire soprano ou sopranino.
D'autres types de tom existent : comme pour la caisse claire, il existe des toms piccolo (petits et fins), mais également des rocket toms (petits et très profonds, appelés aussi octobans) ou encore des rototoms, accordables pendant le jeu, au son très sec.
La grosse caisse est parfois doublée, afin d'effectuer des roulements avec les deux pieds ou tout autre figure syncopée. Cette technique est très utilisée dans le hard rock, dans les styles de heavy metal, et dans certains styles de punk rock, mais se contente souvent d'une seule grosse caisse avec une double pédale.

### Accessoires
Les accessoires sont généralement constitués d'un siège de batterie, une pédale de grosse caisse, une pédale de charleston, un pied de caisse claire et des pieds de cymbale.
Certaines batteries très complexes peuvent comporter de nombreux toms et cymbales supplémentaires ainsi que plusieurs grosses caisses. Pour soutenir le tout, une armature tubulaire (rack) peut être employée. Cette armature minutieusement inventée par le batteur Jeff Porcaro peut être particulièrement impressionnante, comme celle de Terry Bozzio. Le "rack" procure en outre un son plus riche, du fait que les instruments sont solidaires et sonnent par sympathie[réf. nécessaire].
La grosse caisse est posée à quelques centimètres au-dessus du sol. Il existe des surélévateurs de grosse caisse pour les fûts de petites dimensions (ex : batteries de type « jazette » avec grosse caisse de diamètre 18 pouces comme le modèle Manu Katché de chez Yamaha). Deux pieds latéraux la tiennent en équilibre sur trois points d'appui.

### Baguettes

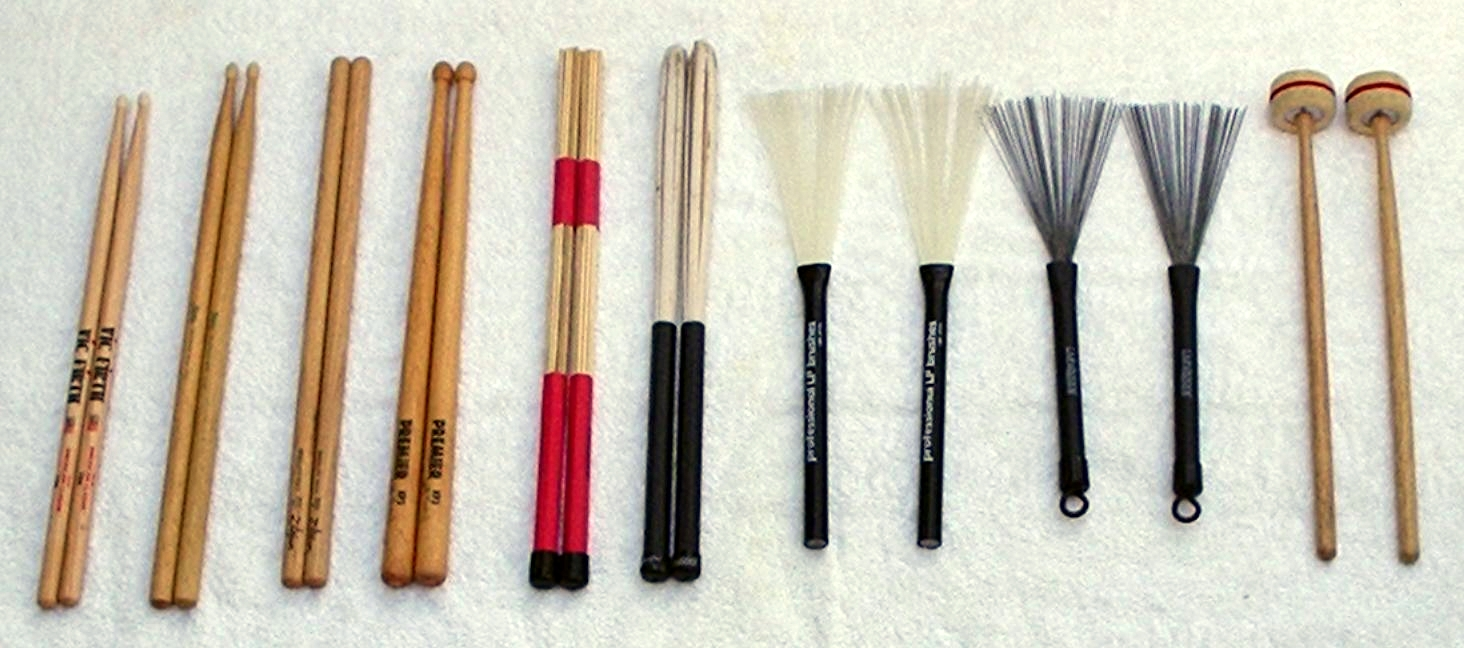
Diverses baguettes.

Pour jouer de la batterie, on utilise généralement des baguettes de bois ou en métal, qui peuvent recouvrir différentes formes (généralement de type viper ou « rondes »), qui sont caractérisées par leur diamètre, la forme/taille/matière de l'olive (bout de la baguette) et la longueur du col (partie entre le manche et l'olive).
On peut aussi utiliser des balais qui permettent d'obtenir un son plus doux que les baguettes : on les utilise pour le jazz ou le blues. Ils s'utilisent pour frapper les peaux comme avec des baguettes, mais on peut aussi les écraser et « balayer » la caisse claire, ce qui donne un son de frottement.
Existent aussi les rods (en français « fagots »), fins rondins de bois liés qui s'utilisent comme des baguettes et qui permettent de contrôler la frappe plus facilement puisque le poids est moindre. Le son produit est ainsi intermédiaire entre celui des baguettes et des balais. Cependant, la durée de vie d'une paire de rods est assez courte.

## Techniques de jeu

### Tenues des baguettes
La prise en main des baguettes peut se faire de deux manières :
- la prise timbale (matched grip, en anglais), généralement adoptée par les batteurs de rock sauf cas particuliers tels que Stewart Copeland, les deux baguettes sont tenues par-dessus. Cette prise se décompose ensuite en prise allemande, américaine et à la française, en fonction de la rotation du poignet (paume de la main parallèle au sol, intermédiaire ou verticale) ;
- la prise tambour (traditional grip, en anglais), souvent prisée par les batteurs de jazz, la main droite se trouve au-dessus de la baguette (comme en prise timbale) tandis que la main gauche en dessous de la baguette est parallèle au buste.

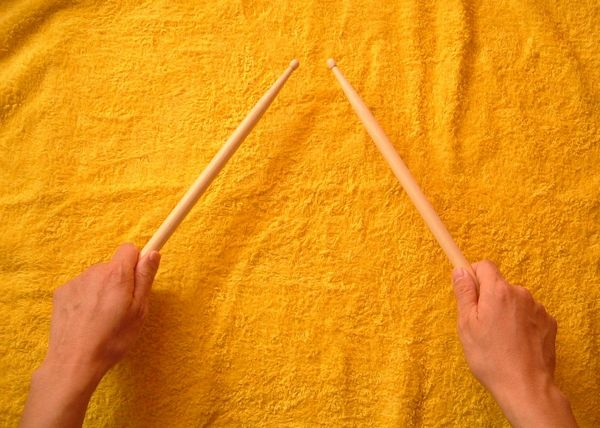
Prise timbale.
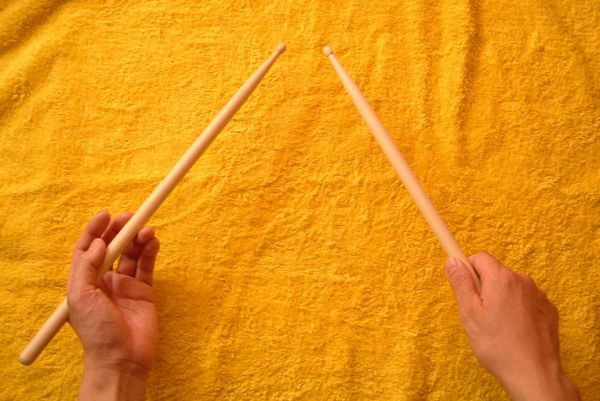
Prise tambour.

Les styles de frappe sont quant à eux très variés :
- il existe des variations autour de la frappe classique où l'olive de la baguette vient frapper les peaux plus ou moins près du centre des fûts,
- le cross-stick (généralement employé uniquement sur la caisse claire) et le rimshot, souvent confondus,
- ou encore la technique Moeller, initiée par Sanford Moeller dans les années 1920. Elle est issue du tambour militaire et permet de marier vitesse d'exécution et contrôle des coups accentués. Elle utilise le rebond de la baguette et s'accompagne d'un mouvement combiné de l'avant-bras et du poignet.

De plus, le jeu caisse claire/charleston est également sujet à variantes :
- en croisé : le bras le plus fort joue la charleston tandis que l'autre joue la caisse claire. Les bras sont donc, vus du dessus, croisés, cette forme est utilisée pour les droitiers car ils sont plus habiles pour frapper le rythme avec la main droite mais on l'utilise aussi pour les gauchers - la batterie est alors disposée avec la caisse claire et la charleston à droite et le placement des toms est lui aussi inversé ;
- ouvert : les bras parallèles, qui semble la plus logique pour les débutants, bien que l'apprentissage en école se fasse presque exclusivement avec la précédente. Cette position facilite le passage sur les toms, cloches et autres. Il est important de savoir jouer dans les deux positions.

### Jeu aux pieds

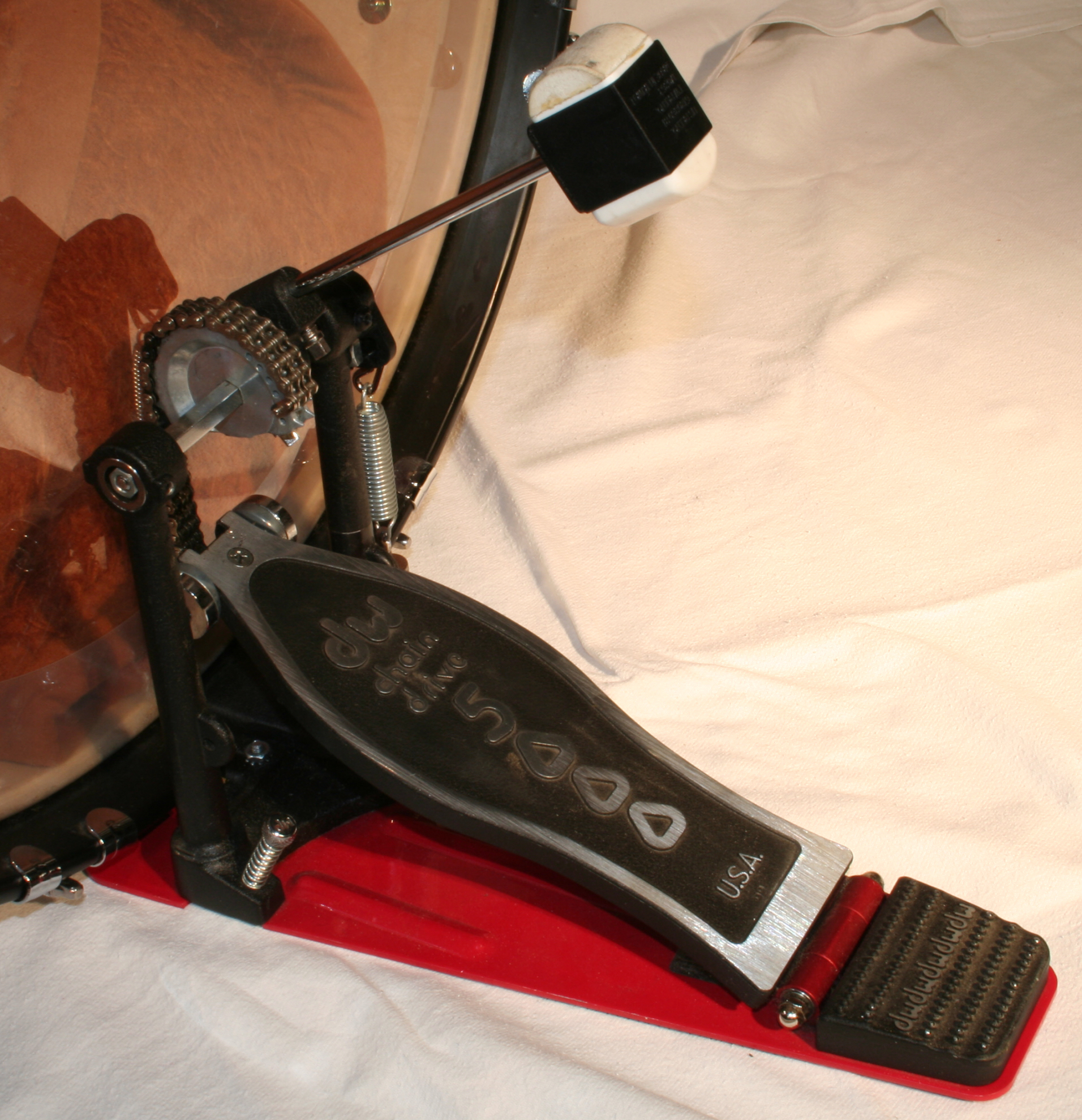
Pédale de grosse caisse.

Il existe également différentes techniques de jeu au pied pour la grosse caisse et la charleston :
- le « talon en l'air » ou « pied en pointe », utilisée principalement pour le rock et les musiques contemporaines. Cette technique permet de frapper la grosse caisse d'une manière plus puissante. Elle permet aussi une plus grande rapidité d'exécution ;
- le « talon à terre » ou « pied à plat », généralement pour le jazz ou des musiques à rythme lent. Cette technique permet plus de nuances et fournit un point d'appui pour le corps du batteur. L'inconvénient, si le batteur opte pour la position « talon en l'air » à la fois pour la grosse caisse et pour la charleston, est que la position est instable : le batteur n'a pas de point d'appui fixe au niveau des jambes et doit travailler sa position sur le siège pour maintenir son équilibre et ne pas pencher d'un côté.

### Rudiments
Il existe aussi différentes techniques de frappe élémentaires, bâptisées « rudiments », qui permettent l'élaboration de rythmiques plus complexes et élaborées ou même, d'un solo de batterie. Ces techniques sont héritées de la pratique du tambour. Parmi les plus courants figurent les suivantes :
- le frisé (en anglais single stroke roll), qui consiste à frapper sur une pièce de la batterie des coups simples en alternant main forte et main faible (pour un droitier D G D G…)[7],[8] ;
- le roulé (en anglais double stroke roll), qui consiste à frapper alternativement deux coups de la main forte et deux coups de la main faible (pour un droitier D D G G D D G G…)[8] ;
- le bâton mêlé (typiquement utilisé dans une division ternaire du temps), qui consiste à frapper deux coups de la main forte suivis d'un coup de la main faible (pour un droitier D D G) ou un coup main forte suivi de deux coups main faible (D G G)[7] ;
- le moulin (paradiddle en anglais), combinaison de frisé et de roulé qui consiste à frapper de la main droite, ensuite de la main gauche, pour terminer avec deux coups de la main droite[9] (D G D D G D G G). Il est possible de décaler le moulin afin de placer plus aisément des notes accentuées en fonction du résultat souhaité. Il existe d'autres variantes comme le double moulin (ou « volant » dans la terminologie classique), adapté à une division ternaire du temps, ou quatre coups frisés alternent avec deux coups roulés (D G D G D D G D G D G G), et le triple moulin (6 coups frisés alternant avec deux coups roulés : D G D G D G D D G D G D G D G G), typiquement utilisé dans un débit de triples croches.

## Lecture de partition

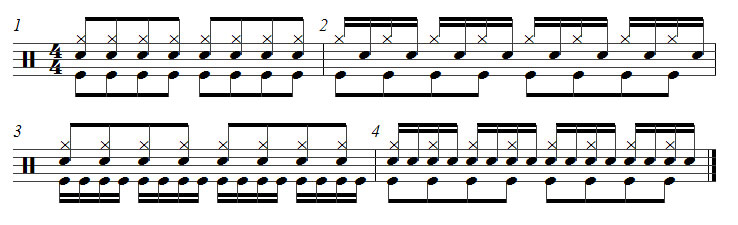
Exemple de partition pour batterie.

La notation musicale des rythmes de batteries se fait sur une portée où la représentation du temps est classique, elle est cependant munie d'une clef spécifique où chaque percussion est associée à une ligne (ou interligne).
La signification de chaque ligne n'est pas définie rigoureusement et varie suivant les sources, il est courant de trouver une légende qui attribue à chaque signe (triangle, rond, carré, etc.) et à chaque ligne un instrument à frapper et éventuellement une indication du type de frappe à lui appliquer. Parmi les courants d'écriture, on peut distinguer la notation Agostini de la notation américaine. Néanmoins, certaines conventions sont généralement suivies.
Les fûts sont représentés par des notes habituelles :
- la grosse caisse correspond à une ligne du bas, et la caisse claire à une ligne du milieu[c] ;
- les toms, du tom basse au tom aigu, sont répartis sur les autres lignes, respectivement de bas en haut.

Les cymbales sont représentées par des croix :
- la charleston joué au pied correspond à une ligne du bas, alors que joué à la baguette il correspond à une ligne du haut. La croix entourée d'un cercle indique qu'il est en position ouverte ;
- les cymbales crash et ride sont représentées en haut de la portée ;
- la ligne de la caisse claire peut être marquée d'une croix pour indiquer un cross-stick ou un rim shot.

## La batterie électronique

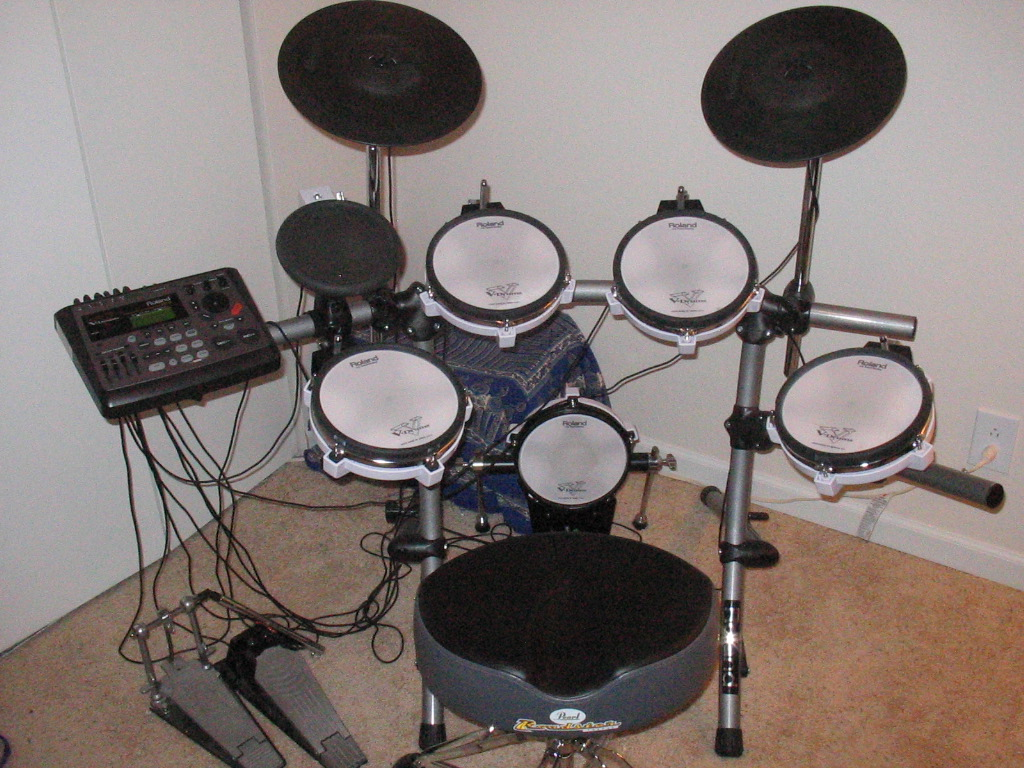
Une batterie électronique.

Il existe aussi des batteries électroniques, avec lesquelles on joue sur des pads, en caoutchouc, ou en fausse peau (peau résille, maillée, ou en silicone) reproduisant plus ou moins le toucher d'une batterie acoustique, mais sans en produire le volume sonore important. Le son musical de l'instrument est généré électriquement, et peut être écouté sur des enceintes dont on peut régler le niveau, ou à l'aide d'un casque audio, ce qui permet de pratiquer sans gêner son entourage.
Un autre avantage de la batterie électronique est de pouvoir configurer précisément le son produit par chaque pad, ce qui permet de jouer avec des kits différents sans pour autant avoir besoin d'acheter du nouveau matériel. De plus, sur certaines batteries électroniques, il est possible d'être accompagné d'un fond musical (blues, samba, jazz, rock, métal). Ces batteries sont également plus faciles à transporter, car, une fois le rack replié, elles prennent une place moins importante que les batteries acoustiques.
Ce type de batterie, autrefois très coûteux et fatigant pour les articulations de la main et du poignet, bénéficie depuis quelques années, outre de tarifs de plus en plus intéressants, de performances de plus en plus poussées : les rimshots sont gérés et les sensations de jeu s'approchent au plus près des sensations procurées par une batterie acoustique. Récemment[Quand ?], l'ajout du positionnal sensiting fait encore avancer d'un pas la batterie électronique vers la batterie acoustique.
Les éléments acoustiques d'une batterie classique peuvent être équipés de capteurs pour les relier à une interface MIDI ; les déclencheurs (triggers) peuvent ensuite être reliés à un générateur électronique de sons de percussions comme la Roland TR-606, équipée de base de connecteurs triggers.

## Prévention des risques auditifs
La batterie est un instrument à fort niveau sonore, une exposition sans protection auditive sur une longue durée peut aboutir à un traumatisme sonore. Il peut se manifester par des pertes auditives partielles ou totales, des acouphènes et de l'hyperacousie. Les conséquences sont parfois dramatiques dans la vie de l'individu car ces pathologies peuvent être irréversibles.